# أبو قرن مالبار رمادي
أبو قرن مالبار رمادي (الإسم العلمي:Ocyceros griseus)، هو نوع يتبع فصيلة أبو قرن، يستوطن غاتس الغربية في جنوب الهند، لديه منقار كبير، ويتغذى على التين وبعض الفواكه الأخرى.